# Жах з глибин
«Жах з глибин» (англ. The Terror from the Depths) — містична повість Фріца Лайбера, вперше опублікована в жовтні 1975 року у збірці «The Disciples of Cthulhu». Входить у «Міфи Ктулху».

## Сюжет
Розповідь починається з примітки про те, що цей рукопис було знайдено всередині скриньки, яка була продана на аукціоні. Оповідач історії — Джордж Ройтер Фішер, який народився 30 квітня 1912 року в Луїсвіллі, штат Кентуккі. Батько Фішера — муляр і каменяр, він переїжджає з сім’єю до Гніздо Грифа, штат Каліфорнія, поблизу Голлівуду. Там його батько будує маєток з дивною різьбою по каменю.
Однак Джорджа турбують дивні сни, де він перебуває в тунелі як сліпа червоподібна істота. В одному зі своїх кошмарів Джордж усвідомлює, що він один із монстрів, а в іншому сні він бачить, як його їдять ці монстри. Зрештою Джордж знаходить спосіб запобігти цим снам. Одного дня під час походу з сином батько Фішера гине після того, як він впав зі скелі.
Через багато років, коли Фішер навчається в університеті Міскатонік в Аркгемі, він змушений покинути коледж через сукупність факторів, включаючи нервозність, тугу за домом, справжню хворобу, збільшення тривалості сну та сомнамбулізм.
Повернувшись додому і довчившись в UCLA, він видає збірку поезій, натхненну його прогулянками по пустощах Гнізда Грифа.
Він дарує декілька примірників університету Міскатонік, які привертають увагу професора Вілмарта, який вивчає Ктулху. Професор згодом навідує Фішера і сканує його оселю і місця прогулянок своїм магнітооптичним геосканером. Він всюди виявляє підземні ходи, але не повідомляє це Фішеру.